# 주신 (화가)
주신(중국어: 周臣; 1460–1535)은 저우 천으로도 알려져 있으며, 명나라 중기에 활동한 중국인 화가였다. 그는 1460년에 장쑤성의 쑤저우시에서 태어났다.
주의 자는 순청(舜卿)이었고 호는 동춘(東村)이었다. 그는 풍경화와 인물화에 능했다. 그는 두 명의 매우 유명한 제자를 두었는데, 당인과 구영이다. 그는 지종 가정제 14년(1535년)에 사망했다.